# Mauritania ai Giochi della XXXI Olimpiade
La Mauritania ha partecipato ai Giochi della XXXI Olimpiade, che si sono svolti a Rio de Janeiro, Brasile, dal 5 al 21 agosto 2016, con una delegazione di due atleti impegnati nell'atletica leggera. Portabandiera alla cerimonia di apertura, così come nella precedente edizione, è stato il velocista Jidou El Moctar.
Si tratta della nona partecipazione di questo paese ai Giochi. Così come nelle precedenti edizioni, non sono state conquistate medaglie.

## Atletica leggera
- 100 m maschili - 1 atleta (Jidou El Moctar)
- 800 m femminili - 1 atleta (Houleye Ba)